# 캐서린강

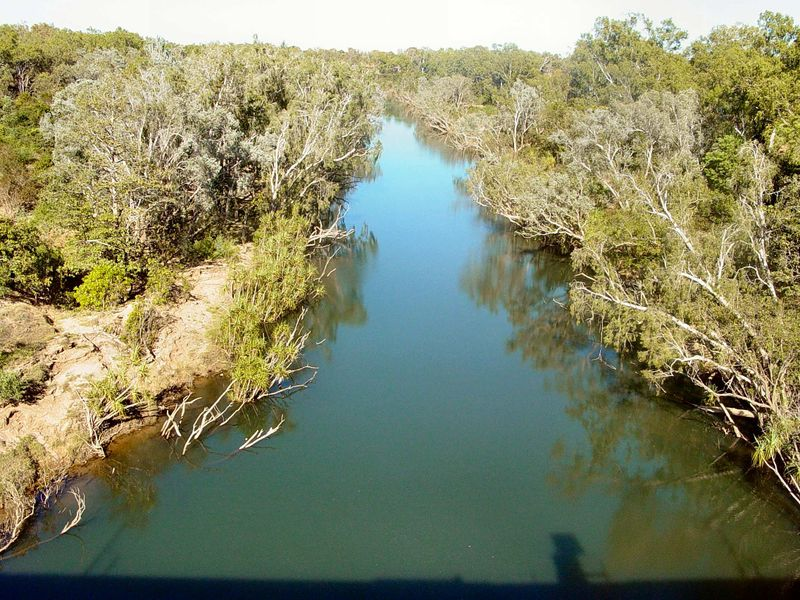

캐서린강은 오스트레일리아의 노던 준주에 위치한 강이다. 지류는 니드밀럭 국립공원에서 흘러 나오며 노던 준주의 캐서린시로 흘러간다. 달리강의 가장 주요한 지류이기도 하다.
초기 백인 정착자들 중에서 캐서린 강을 처음으로 보고한 자는 존 맥듀얼 스튜어트(John McDouall Stuart)였으며 이때 그의 탐험대를 지원하던 존 챔버스의 둘째딸 캐서린의 이름을 따서 강의 이름을 명명하였다고 전한다.
1998년 1월에는 엄청난 폭우가 일어나 수심이 20 m를 넘어서는 바람에 캐서린 시 일대가 전부 물에 잠겨버리기도 했다. 더 최근의 홍수는 2006년 4월 6일 있었던 것으로서 당시에는 긴급 경보가 발효되는 상황까지 벌어졌다.